# 莱谢克·杜内茨基
莱谢克·杜内茨基（波蘭語：Leszek Dunecki，1956年10月2日—），波兰男子田径运动员，主攻短跑。他曾代表波兰参加1980年夏季奥林匹克运动会田径比赛，获得男子4×100米接力银牌。